# 2010–2011-es skót labdarúgó-bajnokság (első osztály)
A 2010–2011-es Scottish Premier League (szponzorált nevén: Clydesdale Bank Premier League) a legmagasabb szintű labdarúgó-bajnokság Skóciában, melyet jelen formájában 13., a skót élvonalbeli labdarúgó-bajnokságok történetében pedig 115. alkalommal rendeztek meg. A pontvadászat 12 csapat részvételével 2010. augusztus 14-én kezdődött és 2011 május 15-én ért véget.
A bajnokságot a címvédő Rangers nyerte a legnagyobb rivális Celtic, illetve a Heart of Midlothian előtt. EZ volt a klub 54. skót bajnoki címe.

## A bajnokság rendszere
A pontvadászat 12 csapat részvételével őszi-tavaszi lebonyolításban zajlott, mely két fő részből állt: egy alapszakaszból és egy helyosztó felső- és alsóházi rájátszásból. Az alapszakasz során a 12 csapat körmérkőzéses rendszerben mérkőzött meg egymással. Minden csapat minden csapattal háromszor játszott, a sorsolásnak megfelelően egyszer vagy kétszer pályaválasztóként, egyszer vagy kétszer pedig vendégként.
Az alapszakasz végső sorrendjét az alábbi szempontok szerint határozták meg:
1. a bajnokságban szerzett pontok összege;
2. a bajnokságban elért győzelmek száma;
3. a bajnoki mérkőzések gólkülönbsége.

Az 1–6. helyezett csapatok kerültek a felsőházi, a 7–12. helyezett csapatok pedig az alsóházi rájátszásba. A rájátszás során újfent körmérkőzéses rendszerben mérkőztek meg egymással, azonban minden csapat minden csapattal csak egyszer játszott: az alapszakaszbeli helyezésétől függően pályaválasztóként, vagy vendégként. A csapatok a helyosztó rájátszásokba magukkal vitték összes alapszakaszbeli eredményüket.
Az alsó- és a felsőházi rájátszás végső sorrendjét az alapszakaszban ismertetett szempontok szerint határozták meg. A felsőház győztese lett a skót bajnok, míg az alsóház utolsó helyen végzett csapata kiesett a másodosztályba.

## Változások a 2009–2010-es szezonhoz képest
Kiesett a másodosztályba
- Falkirk FC, 12. helyen

Feljutott az élvonalba
- Inverness CT, a másodosztály győzteseként

## Részt vevő csapatok
| Csapat                       | Székhely   | Stadion            | Helyezés a 2009–10-es szezon végén |
| ---------------------------- | ---------- | ------------------ | ---------------------------------- |
| Aberdeen FC                  | Aberdeen   | Pittodrie Stadion  | 9.                                 |
| Celtic                       | Glasgow    | Celtic Park        | 2.                                 |
| Dundee United                | Dundee     | Tannadice Park     | 3.                                 |
| Hamilton Academical          | Hamilton   | New Douglas Park   | 7.                                 |
| Heart of Midlothian          | Edinburgh  | Tynecastle Stadion | 6.                                 |
| Hibernian                    | Edinburgh  | Easter Road        | 4.                                 |
| Inverness Caledonian Thistle | Inverness  | Caledonian Stadion | 1. (II. o.)                        |
| Kilmarnock FC                | Kilmarnock | Rugby Park         | 11.                                |
| Motherwell FC                | Motherwell | Fir Park           | 5.                                 |
| Rangers                      | Glasgow    | Ibrox Stadion      | 1.                                 |
| St. Johnstone                | Perth      | McDiarmid Park     | 8.                                 |
| St. Mirren                   | Paisley    | St. Mirren Park    | 10.                                |

## Végeredmény
| #   | Csapat                        | M  | GY | D  | V  | G+ – G– | GK  | P                                                      | Megjegyzések                                   |
| --- | ----------------------------- | -- | -- | -- | -- | ------- | --- | ------------------------------------------------------ | ---------------------------------------------- |
| 1.  | RangersCV (B)                 | 38 | 30 | 3  | 5  | 88–29   | +59 | 93                                                     | 2011–2012-es Bajnokok Ligája – 3. selejtezőkör |
| 2.  | Celtic                        | 38 | 29 | 5  | 4  | 85–22   | +63 | 92                                                     | 2011–2012-es Európa-liga – Rájátszás1          |
| 3.  | Heart of Midlothian           | 38 | 18 | 9  | 11 | 53–45   | +8  | 63                                                     | 2011–2012-es Európa-liga – 3. selejtezőkör     |
| 4.  | Dundee UnitedK                | 38 | 17 | 10 | 11 | 55–50   | +5  | 61                                                     | 2011–2012-es Európa-liga – 2. selejtezőkör     |
| 5.  | Kilmarnock FC                 | 38 | 13 | 10 | 15 | 53–55   | −2  | 49 \|rowspan="2" style="background-color: #fafafa;" \| |                                                |
| 6.  | Motherwell FC                 | 38 | 13 | 7  | 18 | 40–60   | −20 | 46                                                     |                                                |
|     |                               |    |    |    |    |         |     |                                                        |                                                |
| 7.  | Inverness Caledonian ThistleÚ | 38 | 14 | 11 | 13 | 52–44   | +8  | 53 \|rowspan="5" style="background-color: #fafafa;"\|  |                                                |
| 8.  | St. Johnstone                 | 38 | 11 | 11 | 16 | 23–43   | −20 | 44                                                     |                                                |
| 9.  | Aberdeen FC                   | 38 | 11 | 5  | 22 | 39–59   | −20 | 38                                                     |                                                |
| 10. | Hibernian                     | 38 | 10 | 7  | 21 | 39–61   | −22 | 37                                                     |                                                |
| 11. | St. Mirren                    | 38 | 8  | 9  | 21 | 33–57   | −24 | 33                                                     |                                                |
| 12. | Hamilton Academical (K)       | 38 | 5  | 11 | 22 | 24–59   | −35 | 26                                                     | First Division                                 |

Forrás: scotprem.com (angolul) 
A rangsorolás alapszabályai: 1. összpontszám, 2. egymás elleni eredmények összpontszáma, 3. gólkülönbség, 4. szerzett gólok száma.
1A Celtic nyerte a 2010–2011-es skót kupát, ezért a 2011–2012-es Európa-liga rájátszásában indulhat.
(B): Bajnokcsapat, (K): Kieső csapat, (F): Feljutó csapat, (I): Kupainduló, (R): A rájátszás győztese, (KGY): Kupagyőztes

## Eredmények

### Alapszakasz

#### Az 1–22. forduló eredményei
| Hazai \ Vendég1              | ABE | CEL | DUN | HAM | HEA | HIB | ICT | KIL | MOT | RAN | STJ | STM |
| Aberdeen FC                  |     | 0–3 | 1–1 | 4–0 | 0–1 | 4–2 | 1–2 | 0–1 | 1–2 | 2–3 | 0–1 | 2–0 |
| Celtic                       | 9–0 |     | 1–1 | 3–1 | 3–0 | 2–1 | 2–2 | 1–1 | 1–0 | 1–3 | 2–0 | 4–0 |
| Dundee United                | 3–1 | 1–2 |     | 2–1 | 2–0 | 1–0 | 0–4 | 1–1 | 2–0 | 0–4 | 1–0 | 1–2 |
| Hamilton Academical          | 0–1 | 1–1 | 0–1 |     | 0–4 | 1–2 | 1–3 | 2–2 | 0–0 | 1–2 | 1–2 | 0–0 |
| Heart of Midlothian          | 5–0 | 2–0 | 1–1 | 2–0 |     | 1–0 | 1–1 | 0–3 | 0–2 | 1–2 | 1–1 | 3–0 |
| Hibernian                    | 1–2 | 0–3 | 2–2 | 1–1 | 0–2 |     | 1–1 | 2–1 | 2–1 | 0–3 | 0–0 | 2–0 |
| Inverness Caledonian Thistle | 2–0 | 0–1 | 0–2 | 0–1 | 1–3 | 4–2 |     | 1–3 | 1–2 | 1–1 | 1–1 | 1–2 |
| Kilmarnock FC                | 2–0 | 1–2 | 1–2 | 3–0 | 1–2 | 2–1 | 1–2 |     | 0–1 | 2–3 | 1–1 | 2–1 |
| Motherwell FC                | 1–1 | 0–1 | 2–1 | 0–1 | 1–2 | 2–3 | 0–0 | 0–1 |     | 1–4 | 4–0 | 3–1 |
| Rangers                      | 2–0 | 0–2 | 4–0 | 4–0 | 1–0 | 0–3 | 1–1 | 2–1 | 4–1 |     | 2–1 | 2–1 |
| St. Johnstone                | 0–1 | 0–3 | 0–0 | 2–0 | 0–2 | 2–0 | 1–0 | 0–3 | 0–2 | 0–2 |     | 2–1 |
| St. Mirren                   | 2–1 | 0–1 | 1–1 | 2–2 | 0–2 | 1–0 | 1–2 | 0–2 | 1–1 | 1–3 | 1–2 |     |

Forrás: scotprem.com (angolul) 
1A hazai csapatok a bal oldali oszlopban szerepelnek.
Színek: Zöld = hazai győzelem; Sárga = döntetlen; Piros = vendéggyőzelem.
 

#### A 23–33. forduló eredményei
| Hazai \ Vendég1              | ABE | CEL | DUN | HAM | HEA | HIB | ICT | KIL | MOT | RAN | STJ | STM |
| Aberdeen FC                  |     |     |     | 1–0 | 0–0 | 0–1 |     | 5–0 |     | 0–1 |     |     |
| Celtic                       | 1–0 |     |     | 2–0 | 4–0 | 3–1 |     |     |     | 3–0 |     | 1–0 |
| Dundee United                | 3–1 | 1–3 |     |     |     | 3–0 | 1–0 |     |     |     | 2–0 |     |
| Hamilton Academical          |     |     | 1–1 |     | 0–2 |     |     | 1–1 |     | 0–1 | 0–0 |     |
| Heart of Midlothian          |     |     | 2–1 |     |     |     |     | 0–2 | 0–0 | 1–0 | 1–0 | 3–2 |
| Hibernian                    |     |     |     | 1–2 | 2–2 |     | 2–0 | 2–1 |     | 0–2 |     |     |
| Inverness Caledonian Thistle | 0–2 | 3–2 |     | 1–1 | 1–1 |     |     |     | 3–0 |     | 2–0 |     |
| Kilmarnock FC                |     | 0–4 | 1–1 |     |     |     | 1–1 |     | 3–1 |     |     | 2–0 |
| Motherwell FC                | 2–1 | 2–0 | 2–1 | 1–0 |     | 2–0 |     |     |     |     |     | 0–1 |
| Rangers                      |     |     | 2–3 |     |     |     | 1–0 | 2–1 | 6–0 |     | 4–0 |     |
| St. Johnstone                | 0–0 | 0–1 |     |     |     | 1–1 |     | 0–0 | 1–0 |     |     | 0–0 |
| St. Mirren                   | 3–2 |     | 1–1 | 3–1 |     | 0–1 | 3–3 |     |     | 0–1 |     |     |

Forrás: scotprem.com (angolul) 
1A hazai csapatok a bal oldali oszlopban szerepelnek.
Színek: Zöld = hazai győzelem; Sárga = döntetlen; Piros = vendéggyőzelem.
 

### Rájátszás
| Hazai \ Vendég1 | CEL | DUN | HEA | KIL | MOT | RAN |
| Celtic          |     | 4–1 |     |     | 4–0 |     |
| Dundee United   |     |     | 2–1 | 4–2 | 4–0 |     |
| Hearts          | 0–3 |     |     |     | 3–3 |     |
| Kilmarnock FC   | 0–2 |     | 2–2 |     |     | 1–5 |
| Motherwell FC   |     |     |     | 1–1 |     | 0–5 |
| Rangers         | 0–0 | 2–0 | 4–0 |     |     |     |

| Hazai \ Vendég1              | ABE | HAM | HIB | ICT | STJ | STM |
| Aberdeen FC                  |     |     |     | 1–0 | 0–2 | 0–1 |
| Hamilton Academical          | 1–1 |     | 1–0 | 1–2 |     |     |
| Hibernian                    | 1–3 |     |     |     | 1–2 | 1–1 |
| Inverness Caledonian Thistle |     |     | 2–0 |     |     | 1–0 |
| St. Johnstone                |     | 1–0 |     | 0–3 |     |     |
| St. Mirren                   |     | 0–1 |     |     | 0–0 |     |

## A góllövőlista élmezőnye
Forrás: BBC Sport Archiválva 2011. május 13-i dátummal a Wayback Machine-ben (angolul).
21 gólos
- Kenny Miller (Rangers)

20 gólos
- Gary Hooper (Celtic)

17 gólos
- David Goodwillie (Dundee United)

16 gólos
- Nikica Jelavić (Rangers)

15 gólos
- Adam Rooney (Inverness CT)
- Conor Sammon (Kilmarnock FC)
- Anthony Stokes (Celtic / Hibernian)

14 gólos
- Michael Higdon (St. Mirren)

13 gólos
- Rudolf Skácel (Heart of Midlothian

12 gólos
- Nick Blackman (Aberdeen FC)

## Díjak
| Díj                           | Játékos          |
| ----------------------------- | ---------------- |
| Legjobb játékos               | Emilio Izaguirre |
| Legjobb vezetőedző            | Mixu Paatelainen |
| Legjobb fiatal játékos        | David Goodwillie |
| Legszebb gól                  | Derek Riordan    |
| Legszebb védés                | Marian Kello     |
| Legjobb 19 éven aluli játékos | Jason Holt       |